# Communistische Partij van Nederland
Die Kommunistische Partei der Niederlande (niederländisch Communistische Partij van Nederland, ausgesprochen [kɔmynɪstisə pɑrtɛi van nedərlɑnt], kurz: CPN) war eine 1909 entstandene niederländische Partei. Sie vertrat einen marxistisch-leninistischen Standpunkt.
1909 als Sozialdemokratische Partei (niederländisch Sociaal-Democratische Partij, kurz: SDP) gegründet, nahm sie 1918 den Namen Kommunistische Partei Hollands (niederländisch Communistische Partij van Holland, kurz: CPH) und 1935 ihren bis zu ihrer Auflösung 1991 gültigen Namen an.

## Geschichte

### Von der Gründung 1909 bis zum Zweiten Weltkrieg

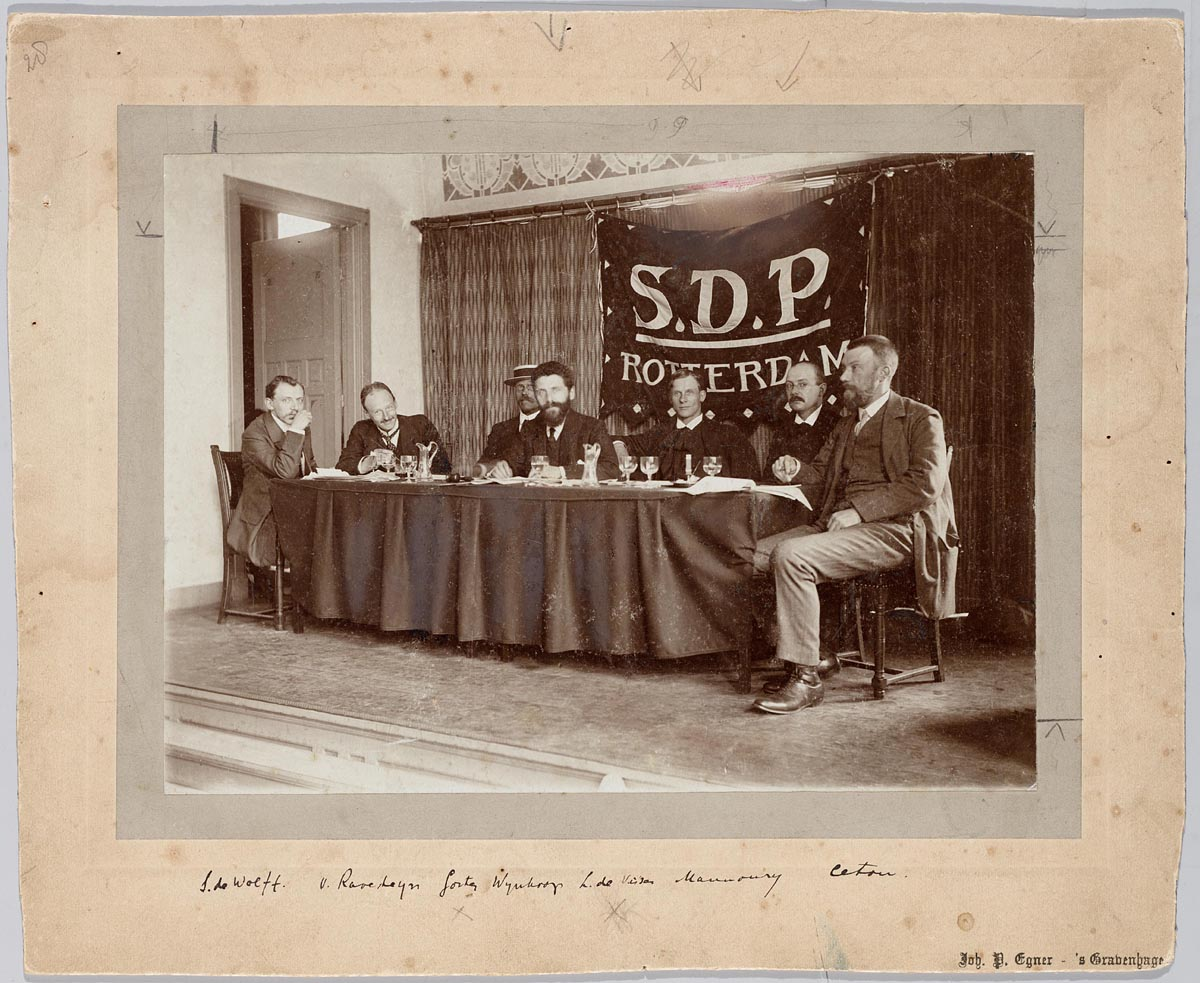
Parteivorstand der SDP 1911

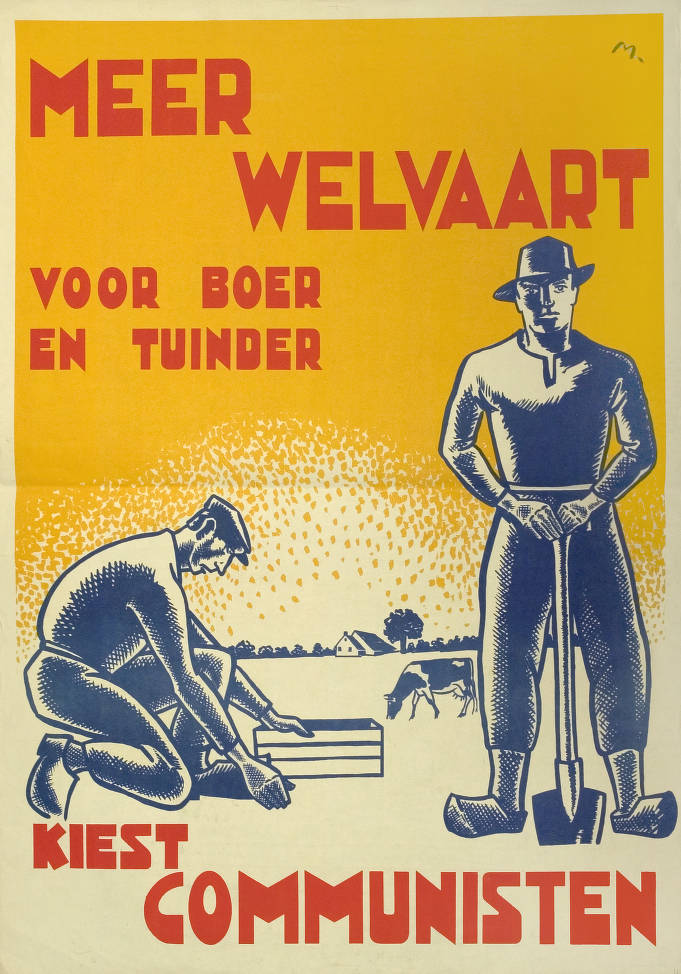
Wahlplakat 1946

Die SDP entstand 1909 als orthodox-marxistische Abspaltung von der Sozialdemokratischen Arbeiterpartei der Niederlande (SDAP). Die Trennung zwischen gemäßigten Revisionisten und Reformisten einerseits und radikalen orthodoxen Marxisten andererseits kulminiere im Streit um die Zeitschrift De Tribune, welche als zentrales Organ der marxistischen Opposition innerhalb der Partei angesehen werden kann. Die Einstellung der Zeitschrift war das auf dem 1908 in Deventer abgehaltenen Parteitag formulierte Ziel der Parteiführung. Nach dem Ausschluss der führenden Redakteure der "De Tribune" gründete sich um sie und ihre Zeitschrift herum die SDP.
Mit der Gründung der SDP spalteten sich Revisionisten und Reformisten von den orthodoxen Marxisten, was außerhalb Russlands vor dem Ersten Weltkrieg sonst nirgends erfolgte.
Die SDP gehörte zu den Gegnern des Ersten Weltkriegs und beteiligte sich aktiv an der Arbeit der Zimmerwalder Linken und begrüßte die Oktoberrevolution (die ersten Dekrete der Sowjetmacht wurden in der De Tribune veröffentlicht). Im November 1918 benannte sich die Partei in Communistische Partij van Holland um (1935 änderte sie Holland in Nederland). 1919 schloss sie sich der Kommunistischen Internationale an.
Bis Anfang der 30er Jahre hatte die Partei vor allem mit internen Querelen um die ideologische Ausrichtung als auch die Umsetzung der Komintern-Vorgaben zu kämpfen und stagnierte daher in Bezug auf ihre Mitgliederzahlen und ihren parlamentarischen Einfluss. So traten Anfang der 20er Jahre die beiden prominenten Rätekommunisten Anton Pannekoek und Herman Gorter aus der Partei aus. 1925 trat der CPH-Vorsitzende, David Wijnkoop, aus der Partei aus und gründete eine eigene Partei (die sich Communistische Partij Holland – Centraal Comité nannte), nachdem es Differenzen mit der Komintern bezüglich der Gewerkschaftspolitik der Partei gab.
Seit 1928 folgte die Partei der Komintern-Linie bezüglich der Sozialfaschismusthese, seit 1935 entsprechend der Volksfrontstrategie. Diese Strategie endete 1939 mit dem Abschluss des Hitler-Stalin-Pakts; selbst nach dem deutschen Überfall im Mai 1940 bekämpften die Kommunisten die Sozialdemokratie.

### Verbot und Untergrundtätigkeiten

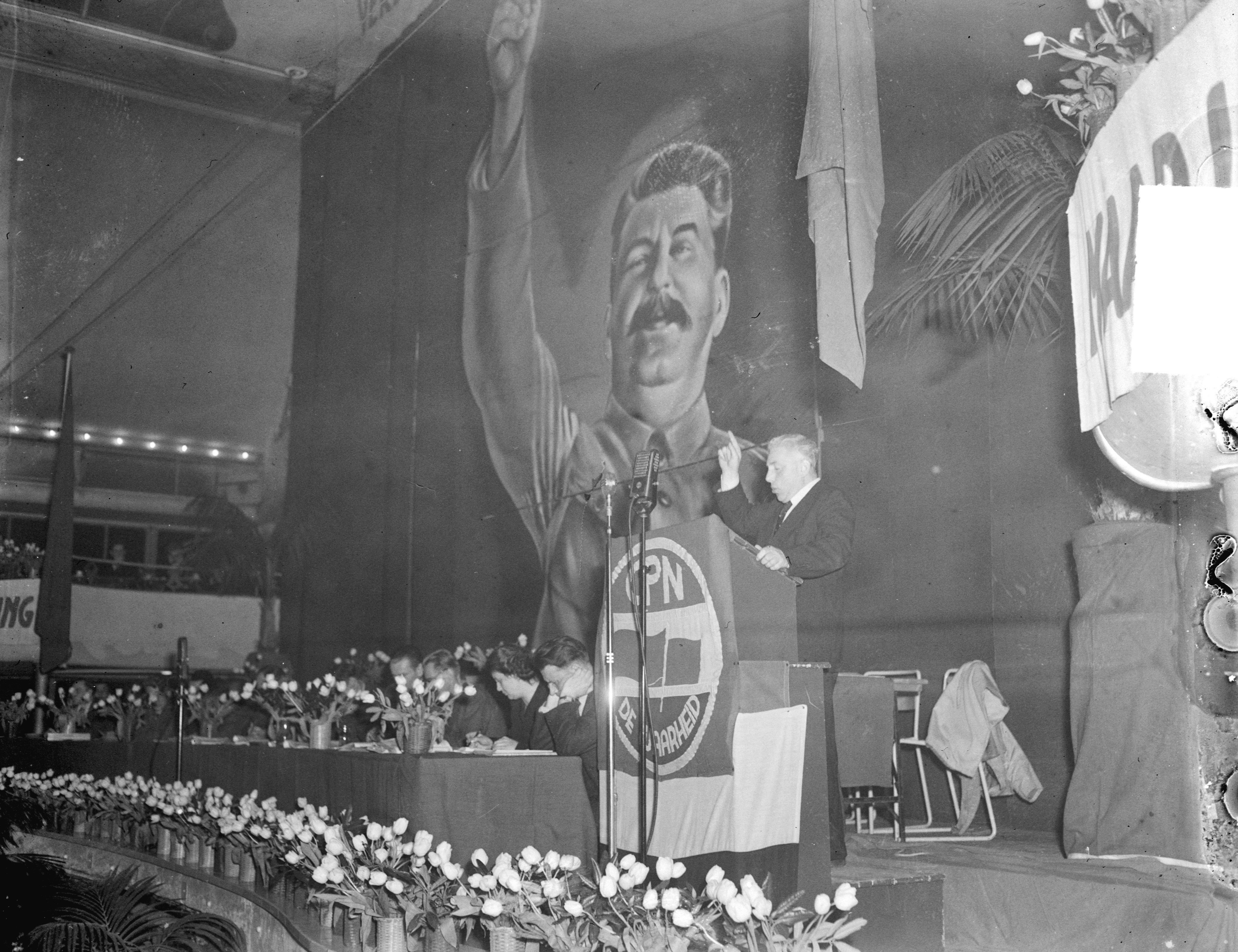
Paul de Groot auf dem Parteitag der CPN von 1950

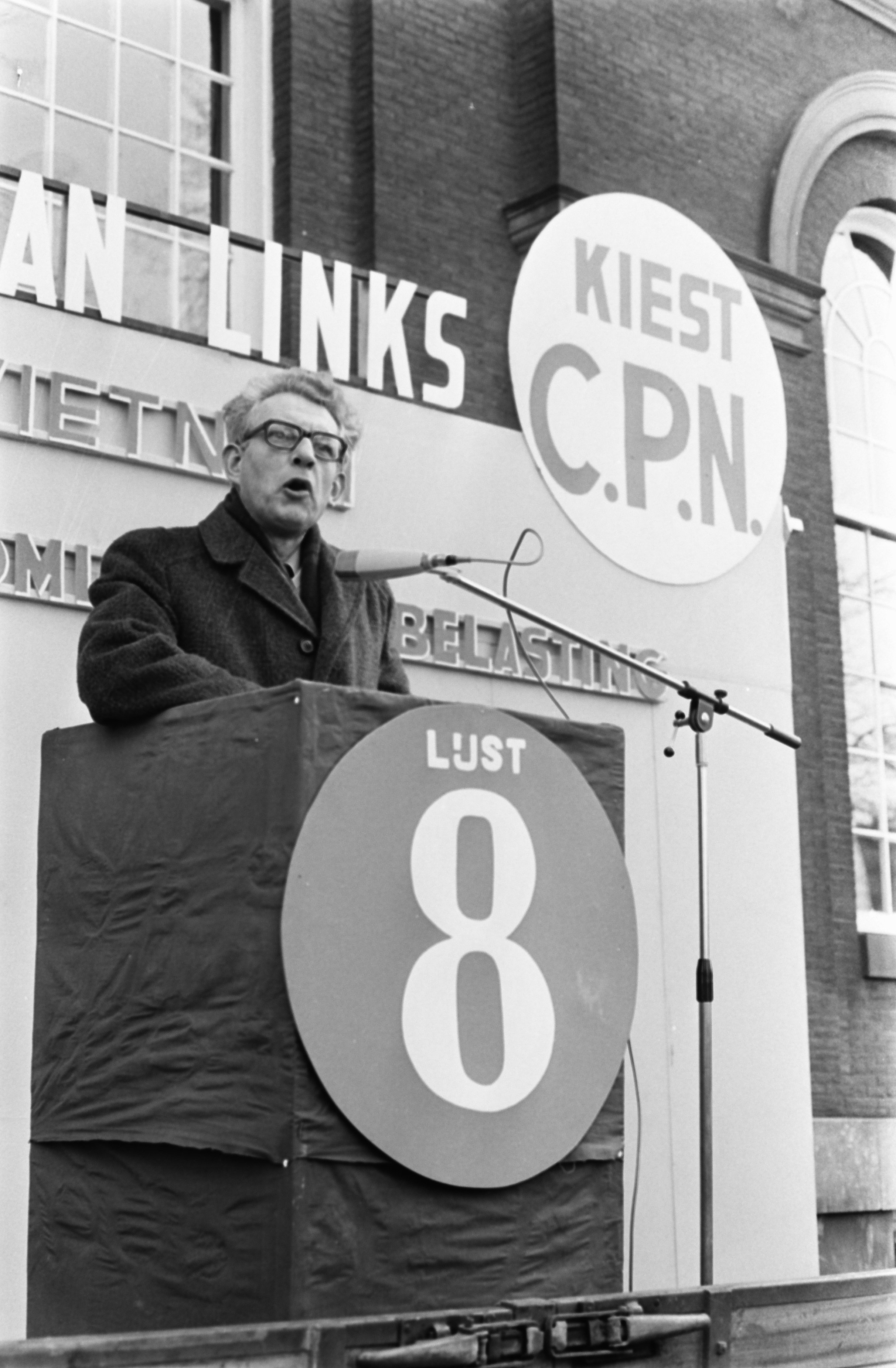
Marcus Bakker auf einer Wahlveranstaltung 1970

Am 15. Mai 1940, unmittelbar nach dem deutschen Einmarsch, beschloss die Partei sich auf die Arbeit in der Illegalität vorzubereiten, im Juli 1940 wurde ihre Tätigkeit verboten. Zusammen mit anderen Parteien beteiligte sie sich niederländischen Widerstand und ebenso am Februarstreik 1941.
In Folge des deutschen Überfalls auf die Sowjetunion im Juni desselben Jahres, bemühte sich die CPN um eine Annäherung an andere, meist sozialdemokratisch geprägte Widerstandsgruppen. 1943 schloss sie sich kurz vor Ausbruch des April-Mai-Streiks dem sogenannten Raad van Verzet (Widerstandsrat) an, der die Deutschen aktiver und gewaltbereiter als in der Vergangenheit bekämpfte.

### Nachkriegszeit und Krise 1977
Bei den ersten Wahlen nach dem Zweiten Weltkrieg, im Jahre 1946, erhielt die CPN zehn von hundert Parlamentssitzen. Zu diesem Erfolg hatte das Image als Widerstandspartei beigetragen. Das Verhältnis mit den Sozialdemokraten war unter anderem wegen der Indonesienfrage schlecht, im Kalten Krieg war die CPN wegen ihrer eindeutig positiven Haltung zur Sowjetunion isoliert. Der ungarische Volksaufstand von 1956, nach dessen Niederschlagung viele Ungarn in die Niederlande flüchteten, machte die CPN außergewöhnlich unpopulär. 1959 gewann sie nur noch drei von 150 Parlamentssitzen. Als Antwort darauf beschloss der XXI. Parteitag 1964 eine Neuausrichtung der Partei hin zu einer unabhängigeren Linie von der UdSSR. So verurteilte sie 1968 den Einmarsch sowjetischer Truppen in die Tschechoslowakei, suchte danach aber wieder die Annäherung. 1977 kam eine Delegation in Moskau zu dem Schluss, dass die CPN in den Hauptpunkten mit der Sowjetunion übereinstimmte. Trotz zwischenzeitlichem Anstieg der Wahlergebnisse kam die Partei 1977 nur auf zwei Sitze.
Seit 1938 war Paul de Groot Allgemeiner Sekretär der CPN gewesen, der die zentralistische Entwicklung verstärkte und Stalin verherrlichte. Noch 1970 kritisierte er die sogenannte Entstalinisierung durch Chruschtschow als Revisionismus. 1968 wurde er Ehrenvorsitzender. Er interpretierte die Mandatsverluste von 1977 als Folge einer Passivität der damaligen Parteiführung und revisionistischer Einflüsse, dem Schielen nach Glaubwürdigkeit bei bürgerlichen Kreisen. Erstmals in der Nachkriegsgeschichte weigerte sich die Parteiführung, de Groot zu folgen, und trat entgegen seiner Forderung auch nicht zurück. 1978 nahm der Parteitag ihm den Ehrenvorsitz ab.

### Endphase und Auflösung 1990

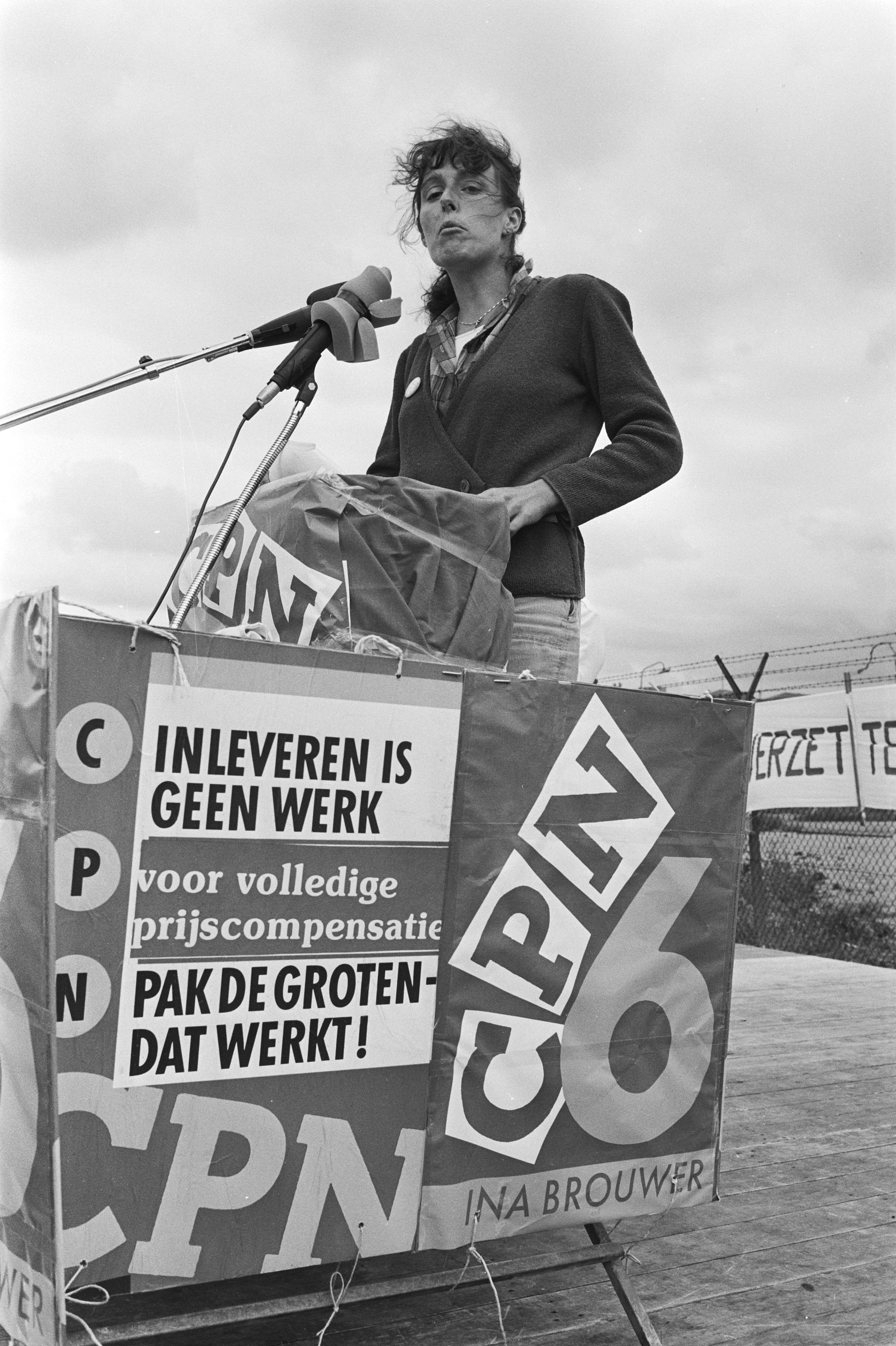
Ina Brouwer auf einer Wahlkampfveranstaltung 1982

Im Laufe der späten 70er Jahre setzten sich in der Partei zunehmend am Eurokommunismus ausgerichtete Kräfte durch und veränderten die Politik der CPN nachhaltig. So verurteilte sie beispielsweise den sowjetischen Einmarsch in Afghanistan 1979. Bei den Gemeinderatswahlen 1982 gingen die Kommunisten vereinzelt sogar Listenverbindungen mit den Sozialdemokraten ein.
1984 distanzierte sich die Partei offiziell vom Leninismus als ideologische und organisatorische Richtschnur und akzeptierte Marxismus sowie Feminismus als gleichberechtigte Inspirationsquellen.
Bei der Parlamentswahl in den Niederlanden 1986 verlor sie ihre letzten drei Mandate, 1989 nahm sie über die mit drei anderen kleinen Parteien gebildete gemeinsame Liste GroenLinks (Grün-links) an der Wahl teil.
1990 wurde das Erscheinen der Parteizeitung De Waarheid eingestellt.
1991 löste sich die Partei nach einem entsprechenden Parteitagsbeschluss auf und ging in Teilen in der bereits 1990 aus der Listenverbindung GroenLinks gebildeten Partei gleichen Namens auf.
Größeren Widerstand gegen die Auflösung der Partei gab es vor allem in der Provinzorganisation von Groningen, wo die Partei neben den westlichen Provinzen ihre Hochburgen hatte.
Mit der Liquidation der Partei unzufriedene Mitglieder der CPN gründeten 1992 die als Nachfolgepartei anzusehende Nieuwe Communistische Partij (NCPN). Andere Kommunisten der Niederlande sammeln sich seit 2014 in der Kommunistischen Plattform der seit 1994 im Parlament vertretenen Sozialistischen Partei.

## Medien
Von 1909 bis 1937 war De Tribune und von 1937 bis 1940 Het Volksdagblad das Zentralorgan der Partei. 
Von 1940 bis zu ihrer Auflösung war die De Waarheid die von der Partei herausgegebene Tageszeitung, welche regelmäßig ein eigenes Pressefest, das Waarheidsfestival, veranstaltete.

## Persönlichkeiten

### Fraktionsvorsitzende in der Zweiten Kammer (Parlament)
- Gerben Wagenaar, 1946–1952
- Henk Gortzak, 1952–1957
- Gerben Wagenaar, 1957–1958
- Paul de Groot, 1958–1963
- Marcus Bakker, 1963–1982
- Ina Brouwer, 1982–1986

### Bekannte Mitglieder
- Friedl Baruch
- Ko Beuzemaker
- Jan Dieters
- Rustam Effendi
- Lou Jansen
- Gerrit Kastein
- Anthoon Johan Koejemans
- Jan Postma
- Henriette Roland Holst
- Annie Romein-Verschoor
- Ella Vogelaar
- Joop Wolff

## Wahlergebnisse

### Zweite Kammer der Generalstaaten
Von 1918 bis zur Wahl 1986 war die CPN ununterbrochen in der Zweiten Kammer vertreten. Sie gelangte jedoch nie in die Regierung.
| Jahr | Stimmen | %      | Mandate |
| ---- | ------- | ------ | ------- |
| 1918 | 31.010  | 2,31 % | 2       |
| 1922 | 53.664  | 1,83 % | 2       |
| 1925 | 36.770  | 1,19 % | 1       |
| 1929 | 67.541  | 2,00 % | 2       |

| Jahr | Stimmen | %       | Mandate |
| ---- | ------- | ------- | ------- |
| 1933 | 118.236 | 3,18 %  | 4       |
| 1937 | 136.026 | 3,35 %  | 3       |
| 1946 | 502.963 | 10,56 % | 10      |
| 1948 | 382.001 | 7,74 %  | 8       |

| Jahr | Stimmen | %      | Mandate |
| ---- | ------- | ------ | ------- |
| 1952 | 328.621 | 6,16 % | 6       |
| 1956 | 272.050 | 4,75 % | 7       |
| 1959 | 144.542 | 2,41 % | 3       |
| 1963 | 173.322 | 2,77 % | 4       |

| Jahr | Stimmen | %      | Mandate |
| ---- | ------- | ------ | ------- |
| 1967 | 248.330 | 3,61 % | 5       |
| 1971 | 246.594 | 3,90 % | 6       |
| 1972 | 330.398 | 4,47 % | 7       |
| 1977 | 143.481 | 1,73 % | 2       |

| Jahr | Stimmen | %      | Mandate |
| ---- | ------- | ------ | ------- |
| 1981 | 178.292 | 2,05 % | 3       |
| 1982 | 147.753 | 1,79 % | 3       |
| 1986 | 57.847  | 0,63 % | –       |

### Wahlen zum Europäischen Parlament
| Jahr   | Stimmen | %     | Mandate |
| ------ | ------- | ----- | ------- |
| 1979   | 97.343  | 1,7 % | –       |
| 1984 1 | 296.488 | 5,6 % | 2       |
| 1989 3 | 365.535 | 7,0 % | 2       |

## Parteitage
| Bezeichnung                 | Datum                   |
| --------------------------- | ----------------------- |
| I. (Gründungs-)Parteitag    | 16. – 17. November 1918 |
| II. Parteitag               | 28. – 29. Juni 1919     |
| III. Parteitag              | 23. – 25. Oktober 1920  |
| IV. Parteitag               | 13. – 15. November 1921 |
| V. Parteitag                | 27. – 30. Januar 1923   |
| VI. Parteitag               | 12. – 15. April 1924    |
| VII. Parteitag              | 9. – 11. Mai 1925       |
| außerordentlicher Parteitag | 24. Mai 1925            |
| VIII. Parteitag             | 22. – 24. Mai 1926      |
| IX. Parteitag               | 7. – 9. April 1928      |
| X. Parteitag                | 15. – 17. Februar 1930  |
| XI. Parteitag               | 24. – 27. Dezember 1932 |

| Bezeichnung                 | Datum                   |
| --------------------------- | ----------------------- |
| XII. Parteitag              | 25. – 28. Dezember 1935 |
| XIII. Parteitag             | 16. – 17. April 1938    |
| XIV. Parteitag              | 7. – 11. Januar 1946    |
| außerordentlicher Parteitag | 25. – 28. Dezember 1947 |
| XV. Parteitag               | 25. – 28. Februar 1950  |
| XVI. Parteitag              | 22. – 25. November 1952 |
| XVII. Parteitag             | 9. – 11. April 1955     |
| XVIII. Parteitag            | 5. – 7. Oktober 1956    |
| XIX. Parteitag              | 26. – 29. Dezember 1958 |
| XX. Parteitag               | 20. – 22. Mai 1961      |
| XXI. Parteitag              | 28. – 30. März 1964     |
| XXII. Parteitag             | 22. – 24. Dezember 1967 |

| Bezeichnung                 | Datum                   |
| --------------------------- | ----------------------- |
| XXIII. Parteitag            | 6. – 8. Februar 1970    |
| XXIV. Parteitag             | 26. – 28. Mai 1972      |
| XXV. Parteitag              | 6. – 8. Juni 1975       |
| XXVI. Parteitag             | 20. – 22. Januar 1978   |
| XXVII. Parteitag            | 6. – 8. Juni 1980       |
| XXVIII. Parteitag           | 26. – 28. November 1982 |
| außerordentlicher Parteitag | 4. – 5. Februar 1984    |
| XXIX. Parteitag             | 1. – 3. März 1985       |
| XXX. Parteitag              | 28. – 30. November 1986 |
| XXXI. Parteitag             | 7. – 9. April 1989      |
| außerordentlicher Parteitag | 9. – 10. Juni 1990      |
| außerordentlicher Parteitag | 15. Juni 1991           |

## Mitgliederzahlen
| Jahr | Mitglieder |
| ---- | ---------- |
| 1919 | 1.799      |
| 1920 | 2.431      |
| ...  |            |
| 1922 | 1.904      |
| 1923 | 1.488      |
| 1924 | 1.568      |
| 1925 | 1.562      |
| ...  |            |
| 1929 | 1.146      |
| 1930 | 1.100      |
| 1931 | 1.580      |

| Jahr | Mitglieder |
| ---- | ---------- |
| 1932 | 3.693      |
| 1933 | 6.155      |
| 1934 | 5.780      |
| 1935 | 5.840      |
| 1936 | 6.200      |
| 1937 | 10.123     |
| 1938 | 10.382     |
| 1939 | 10.595     |
| 1940 | 9.000      |
| 1941 | 2.000      |
| ...  |            |

| Jahr | Mitglieder |
| ---- | ---------- |
| 1946 | 50.000     |
| 1947 | 53.000     |
| 1948 | 53.000     |
| 1949 | 34.000     |
| 1950 | 27.392     |
| ...  |            |
| 1953 | 17.000     |
| ...  |            |
| 1955 | 15.463     |
| ...  |            |
| 1957 | 12.858     |

| Jahr | Mitglieder |
| ---- | ---------- |
| 1958 | 12.317     |
| 1959 | 11.262     |
| ...  |            |
| 1973 | 10.147     |
| ...  |            |
| 1976 | 11.550     |
| 1977 | 13.082     |
| 1978 | 15.298     |
| 1979 | 14.979     |
| 1980 | 15.510     |
| 1981 | 15.014     |

| Jahr | Mitglieder |
| ---- | ---------- |
| 1982 | 14.370     |
| 1983 | 13.868     |
| 1984 | 11.594     |
| 1985 | 9.000      |
| 1986 | 8.500      |
| 1987 | 7.000      |
| 1988 | 6.500      |
| 1989 | 5.700      |
| ...  |            |
| 1991 | 3.416      |